# شرکت (اروپای فئودالی)
در اروپای فئودالی شرکت اجتماعی از منافع تجاری در یک نهاد، موجودیت یا قرارداد قانونی واحد، معمولاً با مجوز صریح از رهبران شهری، کلیسایی یا ملی بود. شرکت‌ها به عنوان انحصارهای مؤثر برای یک کالا یا نیروی کار خاص عمل می‌کردند.